# Bezpráví (przystanek kolejowy)
Bezpráví – dawny przystanek kolejowy w miejscowości Bezpráví, w kraju pardubickim, w Czechach. Położony był na magistrali Kolín - Česká Třebová. Znajduje się na wysokości 315 m n.p.m.
Na przystanku nie było możliwości zakupu biletu, a obsługa podróżnych odbywała się w pociągu.

## Linie kolejowe
- 010 Kolín - Česká Třebová